# Beagle (cratera)
Beagle é uma cratera marciana situada no Meridiani Planum que foi explorada pelo veículo Opportunity. Ela foi localizada pela sonda em imagens tiradas no sol  855 (20 de junho de 2006), a 310 metros de distância. Ela se situa na borda da muito maior ejecta blanket que circunda a cratera Victoria, nomeada a Victoria Annulus.

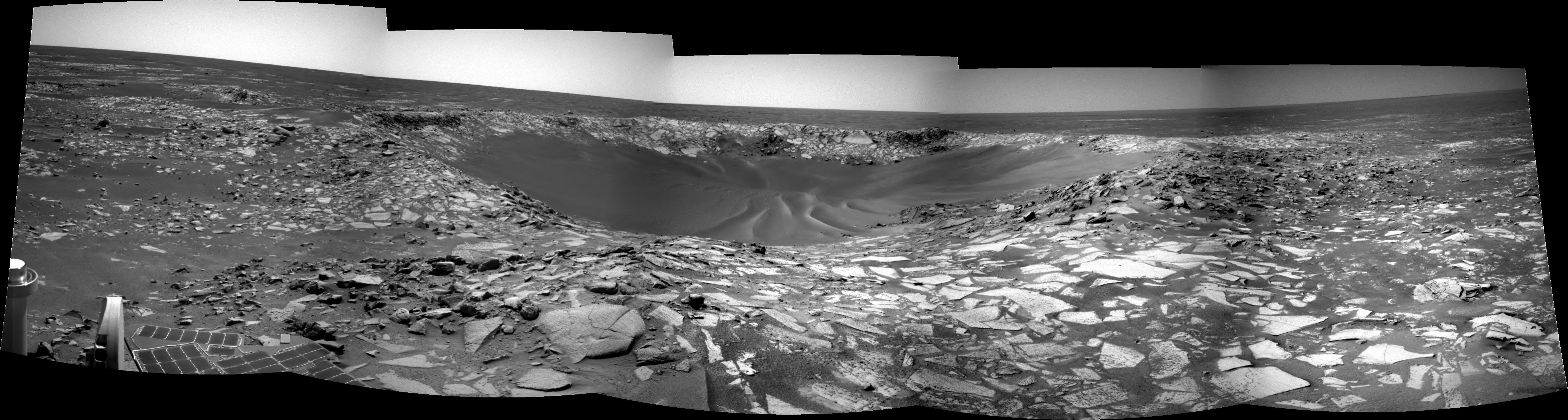
Um mosaico da câmera de navegação do interior da cratera Beagle em Marte. Taken on sol 898.